# ブラストモナス属
ブラストモナス属（ーぞく、Blastomonas）は真正細菌プロテオバクテリア門アルファプロテオバクテリア綱スフィンゴモナス目スフィンゴモナス科の属の一つである。
グラム陰性、光従属栄養性、偏性好気性、非芽胞形成性である。